# 茨木市立北中学校
茨木市立北中学校（いばらきしりつ きたちゅうがっこう）は、大阪府茨木市南安威三丁目にある公立中学校。

## 沿革
- 1974年4月1日 - 開校
- 1983年4月1日 - 茨木市立北陵中学校を分離
- 1985年4月1日 - 茨木市立太田中学校を分離

## 通学区域
- 茨木市立福井小学校、茨木市立耳原小学校の通学区域全域
- 茨木市立安威小学校の通学区域の一部

## 著名な出身者
- 松田賢二（俳優）
- 植村祐介（北海道日本ハムファイターズ、投手）
- 廣瀬騎優（北陸電力ブルーサンダー、ゴールキーパー）
- TAKEYA（shame/ギタリスト）